# Анна Катерина Радзивілл
Анна Катерина Радзивілл (23 вересня 1676 —23 грудня 1746) — культурно-просвітницька, політична діячка, меценатка часів Речі Посполитої.

## Життєпис
Походила з українського магнатського покатоличного роду Санґушків, Ковельської гілки. Донька Єроніма Санґушка, старости суразького, та Констанції Сапіги. Народилася 1676 року в маєтності Раків. Здобула гарну домашню освіту. 6 березня 1692 року вийшла заміж за великого канцлера литовського Кароля Станіслава Радзивілла.
У шлюбі народилося 12 дітей, з яких померло 3 сини і 3 доньки дитинами. На знак жалоби за ними Анна зобов'язалася до смерті носити чорні сукні. Водночас жорсткий і деспотичний характер Анни Катерини вплинув на виховання та духовний світ її дітей. Зокрема, вважається, що дивацтва і вибрикеньки її синів Михайла і Єроніма пов'язані з дитячими психологічними травмами внаслідок тиску матері.
Була творчою особою, брала участь в політичному житті суспільства, у культурних подіях. Культурно-просвітницьку і меценатську діяльність Анни високо оцінив польський король Станіслав Лещинський. Радзивілла опікувалась бібліотекою і архівами. Вона поповнила несвізьку книгозбірню своєю домашньою бібліотекою з Білої у Підляшші, яка увійшла до несвізької бібліотеки як окремий відділ. Княгиня щорічно виділяла певну суму на купівлю нових книг.
У своїх численних маєтках Анна Катерина заснувала низку підприємств, найважливішими з яких були скляна мануфактура в Налібоках і мануфактура з виробництва дзеркал в Уріччі (1714 року), для роботи на яких вона запросила саксонських фахівців із виготовлення скла. Вироблялися декоративні предмети для інтер'єру, кришталеві набори посуду, люстри, дзеркала і багато іншого, що використовували при оформленні багатих помешкань європейської знаті.
Після смерті чоловіка у 1719 року оселилася в Білій Підляській, де займалася господарською діяльністю, а також виховувалася малолітних дітей. Завдяки енергійним діям протягом перших років вдалося суттєво покращати фінансове становище, оскільки чоловік помер у боргах. З її ініціативи відкривалися школи для підготовки художників і ремісників, будувалися греблі, мости, дороги, млини, корчми, заводилася велика рогата худова голландських порід. Господарство Радзивіллів знову стало приносити чималий зиск. 1720 році перебудувала палац в білій у стилі рококо. 1736 року відкрито рудник в Негневичах. У 1737 році відкрились мануфактури гобеленів у Кореличах і Білій. Водночас зуміла захисти від зазіхань так званні Нойбурзькі маєтки (колишні землі Слуцького, Невельського і Себезького князівств), на які претендував рід Сапіг.
Остаточно це питання було вирішено сином Єронімом Флоріаном спільно з Анною Катериною, якому та передала ці маєтки, у 1744 році. У 1730 році фінансувала коронування Жировицької ікони Божої Матері. 1743 року надала кошти на заснування уніатської церкви у селі Нова Воля.

## Родина
Чоловік — Кароль Станіслав Радзивілл
Діти:
- Миколай Кшиштоф (1695—1715), підстолій великий литовський
- Михайло Казимир (1702—1762), 9-й ординат Несвижский, воєвода віленський і гетьман великий литовський
- Ольбрахт Станіслав (помер дитиною)
- Людвік Домінік (помер дитиною)
- Станіслав Єжи (помер дитиною)
- Єронім Флоріан (1715—1760), хорунжий великий литовський
- Катерина Барбара (1693—1730), дружина гетьмана великого коронного Яна Клеменса Браницького
- Констанція Франциска (1697—1756), дружина канцлера великого литовського Яна Фредеріка Сапіги
- Кароліна Тереза (1707—1765), дружина: 1) князь Казимира Леона Сапіги, воєводи берестейського; 2) князь Юзефа Олександра Яблоновського, воєводи новогрудського
- Текла Роза (1703—1747), дружина: 1) графа Якоба Генріха фон Флеммінга, конюшого великого литовського; 2) Михайла Сервація Вишневецького, гетьмана великого литовського; 3) Михайла Антонія Сапіги,
- Анна Олександра
- Христина Олена